# زمان در ترکیه
|  | یوتی‌سی ۲:۰۰+              | ساعت رسمی مصر                                                                        |
|  | یوتی‌سی ۲:۰۰+ یوتی‌سی ۳:۰۰+ | زمان اروپای شرقی / زمان استاندارد اسرائیل / زمان در فلسطین ساعت تابستانی اروپای شرقی |
|  | یوتی‌سی ۳:۰۰+              | یوتی‌سی ۳:۰۰+ / زمان در ترکیه                                                         |
|  | یوتی‌سی ۳:۳۰+              | ساعت رسمی ایران                                                                      |
|  | یوتی‌سی ۴:۰۰+              | یوتی‌سی ۴:۰۰+                                                                         |

زمان در ترکیه در منطقه زمانی یوتی‌سی ۳:۰۰+ قرار دارد. این زمان همچنین زمان ترکیه (TRT) نیز نامیده می‌شود. زمان در ترکیه در حال حاضر با زمان استاندارد عربی و منطقه زمانی مسکو یکسان است. زمان ترکیه توسط دولت ترکیه در ۸ سپتامبر ۲۰۱۶ تصویب شد. این زمان تا اکتبر ۲۰۱۷ در قبرس شمالی نیز استفاده می‌شد، اما در این سال به EET تبدیل شد.

## تاریخ
تا سال ۱۹۲۷، «ساعت ترکیه» (یا ساعت آلا تورکا یا ساعت ازانی) به سیستم تنظیم ساعت‌ها گفته می‌شد که طبق آن زمان غروب آفتاب را ساعت ۱۲ شب تنظیم می‌کردند. بر این اساس مردم مجبور بودند روزانه ساعت‌های خود را مجدداً تنظیم کنند، این حال برج‌های ساعت هر دو یا سه هفته یکبار تنظیم می‌شدند، و زمان دقیق بر اساس طول و عرض جغرافیایی یک مکان از مکان دیگر متفاوت بود. روز به دو بازه دوازده ساعتی تقسیم می‌شد، که دوازده ساعت دوم با «طلوع نظری خورشید» آغاز می‌شد. در عمل سیستم راه‌آهن ترکیه هم از زمان ترکیه (برای اعلام به مردم) و هم از زمان اروپای شرقی (برای برنامه‌ریزی واقعی ساعت حرکت قطارها) استفاده می‌کرد، و خطوط تلگراف دولتی از زمان سوفیای جنوبی (زمان پاریس+۱:۴۷:۳۲) برای تلگراف‌های بین‌المللی استفاده می‌کردند.

تا سال ۲۰۱۶ ترکیه در زمستان از زمان اروپای شرقی و در تابستان از ساعت تابستانی اروپای شرقی استفاده می‌کرد. تاریخ تغییر ساعت از استاندارد به ساعت تابستانه براساس قوانین اتحادیه اروپا بود، اما بعضی از سال‌ها اینطور نبود. در سال ۲۰۱۶ تصمیم اینکه زمان ترکیه مطابق یوتی‌سی ۳:۰۰+ تصویب شد. در اکتبر ۲۰۱۷، دولت ترکیه اعلام کرد که ساعت کشور از ۲۸ اکتبر ۲۰۱۸ به زمان اروپای شرقی برخواهد گشت، اما این تصمیم در نوامبر ۲۰۱۷ لغو شد. در اکتبر ۲۰۱۸، یک حکم ریاست جمهوری اعلام کرد که یوتی‌سی ۳:۰۰+ به عنوان منطقه زمانی دائمی ترکیه باقی خواهد ماند.
|  | یوتی‌سی ۲:۰۰+              | ساعت رسمی مصر                                                                        |
|  | یوتی‌سی ۲:۰۰+ یوتی‌سی ۳:۰۰+ | زمان اروپای شرقی / زمان استاندارد اسرائیل / زمان در فلسطین ساعت تابستانی اروپای شرقی |
|  | یوتی‌سی ۳:۰۰+              | یوتی‌سی ۳:۰۰+ / زمان در ترکیه                                                         |
|  | یوتی‌سی ۳:۳۰+              | ساعت رسمی ایران                                                                      |
|  | یوتی‌سی ۴:۰۰+              | یوتی‌سی ۴:۰۰+                                                                         |